# Muzej žrtava komunizma
Muzej žrtava komunizma (eng. Victims of Communism Museum), povijesni je muzej u središtu Washingtona, na Capitol Hillu, posvećen žrtvama svih komunističkih režima. Smješten je u bivšoj zgradi Ujedinjenih američkih rudara, podignutoj 1912. godine u washingtonskoj 15. ulici.
Muzej je podignut zalaganjem Zaklade za izgradnju spomenika žrtvama komunizma i njezina osnivača, veleposlanika Andrewa Bremberga.
Svečano je otvoren za javnost 9. lipnja 2022., u nazočnosti članova Odbora za izgradnju muzeja, članova Poljske nacionalne zaklade te predstavnika mađarske vlade.
Podijeljen je u nekoliko tematskih cjelina. Prva prikazuje teorijske postavke komunizma (Marx i Engels), Rusku Revoluciju i Sovjetski Savez pod Lenjinom. Druga cjelina obrađuje Staljinovu vladavinu, čistke, pogubljenja i sustav gulaga. Treći dio Muzeja posvećen je širenju komunizma u Trećem svijetu, satelitskim državama SSSR-a te padu komunizma. Muzej donosi životne priče brojnih disidenata komunističkih režima.